# 1991: The Year Punk Broke
1991: The Year Punk Broke je dokumentární film z roku 1992, který režíroval Dave Markey. Pojednává o koncertním turné po Evropě, které společně podnikly americké rockové kapely Sonic Youth a Nirvana na konci roku 1991. V dokumentu se však objevují i další kapely jako Dinosaur Jr, Babes in Toyland, Gumball a The Ramones. Dále zde vystupuje i řada muzikantů jako Mark Arm z Mudhoney či Courtney Love. Dokument je věnován Joe Coleovi, který se ve filmu také objevil, a který zemřel tři měsíce po skončení turné.